# خانه طالب منیری
خانه طالب منیری مربوط به دوره زند - دوره قاجار است و در لار، پشت کاروانسرای گلشن واقع شده و این اثر در تاریخ ۱۹ مرداد ۱۳۸۴ با شمارهٔ ثبت ۱۲۷۱۰ به‌عنوان یکی از آثار ملی ایران به ثبت رسیده است.